# 科格爾山
47°43′58″N 16°19′12″E / 47.73278°N 16.32000°E
科格爾山（德語：Kogel），是奧地利的山峰，位於該國東部，由布爾根蘭州負責管轄，屬於羅薩利亞山的一部分，處於魏森以西，該山峰海拔高度537米。